# Азармедохт
Азармедохт (пехл. Āzarmīgdukht: перс. آزرمی‌دخت‎) — царица цариц (банбишнан банбишн) Ирана, правила в 631 — 632 годах. Из династии Сасанидов. Дочь Хосрова II Первиза.
Правление Азармедохт началось после гибели Пероза II в декабре 631 года (или смещения Шапура-и-Шахрвараза годом ранее). Любопытно, что на недавно открытых, исключительно редких монетах этой правительницы изображён мужчина с бородой. При всех условностях Сасанидского монетного портрета, это является в высшей степени странным и породило массу споров. Историки даже высказывали предположение, что «царица Азармедохт» — следствие неверного прочтения драхм узурпатора-мужчины по имени Азармикдост. Большинство современных исследователей, доверяя многочисленным сообщениям о ней раннесредневековых мусульманских и христианских историков, называющих Азармедохт именно дочерью Хосрова II, ищут другие объяснения мужскому портрету на монетах царицы, однако представляющимися малоубедительными. На данный момент ситуация остаётся до конца не выясненной.
Спахбад (высший военачальник) Хорасана Фаррух-Хормизд предложил Азармедохт стать его женой, но царица заманила его в свои покои и приказала убить. Его сын Рустам Фаррохзад в отместку отравил (или ослепил) Азармедохт (вероятно, восстановив у власти её сестру Борандохт). Так или иначе, её правление прекратилось весной—летом 632 года. Историки сохранили единственную реплику царицы — она собиралась править по примеру отца и казнить любого, кто не согласился бы с такой политикой.